# Maria Tucci
Maria Tucci (Florença, 19 de junho de 1941), é uma atriz italiana.

## Filmografia

### Cinema
| Ano  | Título                              | Papel             | Notas          |
| ---- | ----------------------------------- | ----------------- | -------------- |
| 1983 | Daniel                              | Lise Lewin        |                |
| 1983 | Enormous Changes at the Last Minute | Alexandra         |                |
| 1986 | Touch and Go                        | Dee Dee           |                |
| 1995 | To Die For                          | Angela Maretto    |                |
| 1995 | Sweet Nothing                       | Mãe de Monika     |                |
| 2009 | Once More with Feeling              | Angelina Gregorio |                |
| 2010 | Lulu at the Ace Hotel               | YiaYia            | Curta-metragem |

### Televisão
| Ano       | Título                            | Papel          | Notas                                  |
| --------- | --------------------------------- | -------------- | -------------------------------------- |
| 1969      | CBS Playhouse                     | Carmen         | Episódio: "Shadow Game"                |
| 1975      | Great Performances                | Ruth Atkins    | Episódio: "Beyond the Horizon"         |
| 1976      | Kojak                             | Psiquiatra     | Episódio: "A Need to Know"             |
| 1980      | ABC Afterschool Specials          | Marie Mills    | Episódio: "A Family of Strangers"      |
| 1984      | American Playhouse                | Priscilla Hiss | 4 episódios                            |
| 1989      | Tattinger's                       | Rachel Lund    | Episódio: "Broken Windows"             |
| 1989      | Monsters                          | Mamma          | Episódio: "La Strega"                  |
| 1993-2003 | Law & Order                       | Helen Brolin   | 6 episódios                            |
| 1998      | Spin City                         | Sra. Paterno   | Episódio: "Deaf Man Walking"           |
| 1999      | Law & Order: Special Victims Unit | Anne Briggs    | Episódio: "Stocks & Bondage"           |
| 2002      | 100 Centre Street                 | Louise         | Episódio: "Fathers"                    |
| 2003      | Third Watch                       | Civita Tanzi   | Episódio: "A Ticket Grows in Brooklyn" |
| 2015      | The Slap                          | Koula          | 7 episódios                            |
| 2023      | American Horror Stories           | Dra. Krystal   | Episódio: "Organ"                      |

## Teatro
| Ano  | Título                                   | Papel                        | Notas        |
| ---- | ---------------------------------------- | ---------------------------- | ------------ |
| 1963 | The Milk Train Doesn't Stop Here Anymore | Angelina                     | Broadway     |
| 1963 | Five Evenings                            | Katia                        | Off-Broadway |
| 1963 | Corruption in the Palace of Justice      | Elena                        | Off-Broadway |
| 1963 | The Trojan Women                         | Mulher troiana               | Off-Broadway |
| 1964 | The Deputy                               | Garota                       | Broadway     |
| 1965 | The White Devil                          | Vittora Corombona / Isabella | Off-Broadway |
| 1966 | The Rose Tattoo                          | Rosa Delle Rose              | Broadway     |
| 1966 | Yerma                                    | Maria                        | Broadway     |
| 1967 | The Little Foxes                         | Alexandra Giddens            | Broadway     |
| 1968 | The Cuban Thing                          | Alicia                       | Broadway     |
| 1969 | Horseman, Pass By                        | Timidity                     | Off-Broadway |
| 1969 | The Great White Hope                     | Eleanor Bachman              | Broadway     |
| 1971 | The School for Wives                     | Agnes                        | Broadway     |
| 1978 | Drinks Before Dinner                     | Andrea                       | Off-Broadway |
| 1979 | Spokesong                                | Kitty                        | Broadway     |
| 1981 | A Lesson From Aloes                      | Gladys Bezuidenhout          | Broadway     |
| 1981 | Kingdoms                                 | Imperatriz Josefina          | Broadway     |
| 1985 | Requiem for a Heavyweight                | Grace Miller                 | Broadway     |
| 1986 | A Man for All Seasons                    | Lady Alice More              | Off-Broadway |
| 1988 | The Night of the Iguana                  | Hannah Jelkes                | Broadway     |
| 1989 | Love Letters                             | Melissa Gardner              | Off-Broadway |
| 1991 | The Substance of Fire                    | Marge Hackett                | Off-Broadway |
| 1997 | Collected Stories                        | Ruth Steiner                 | Off-Broadway |
| 2003 | Right You Are                            | Signora Frola                | Off-Broadway |
| 2004 | The Stendhal Syndrome                    | Bimbi / Esposa do Maestro    | Off-Broadway |
| 2007 | Richard III                              | Rainha Elizabeth             | Off-Broadway |
| 2008 | Conversations in Tusculum                | Servilia                     | Off-Broadway |
| 2009 | Mary Stuart                              | Hanna Kennedy                | Broadway     |